# 富山県立富山視覚総合支援学校
富山県立富山視覚総合支援学校（とやまけんりつ とやましかくそうごうしえんがっこう）は、富山県富山市にある県立の特別支援学校である。 寄宿舎を有する。

## 沿革
個別に出典が提示されているものを除いた出典→
- 1907年（明治40年）
  - 4月2日 -  『私立富山訓盲院』設立許可される。
  - 4月25日 - 富山市稲荷町75番地に私立富山訓盲院を開院式（開校）。
- 1908年（明治41年）10月16日 - 県立盲啞学校設置に関する請願書を富山県知事に提出[3]。
- 1911年（明治44年）4月25日 - 富山市千石町241番地に新築された校舎へ移転。
- 1926年（大正15年）12月13日 - 県立盲啞学校設置に関する請願書を提出[3]
- 1928年（昭和3年）7月13日 - 県指定学校となる。
- 1931年（昭和6年）
  - 4月1日 - 『私立富山盲唖学校』に改称される。
  - 11月12日 - 県立移管上申書を提出[3]。
- 1932年（昭和7年）4月1日 - 富山県に移管し、『富山県立盲唖学校』に改称される。
- 1933年（昭和8年）7月14日 - 富山県上新川郡奥田村稲荷27番地、旧樹徳学園舎に移転。
- 1939年（昭和14年）6月6日 - 富山市赤江町12番地に校舎を新築移転。
- 1945年（昭和20年）
  - 8月1日 - 富山大空襲のため校舎焼失。
  - 9月15日 - 富山県婦負郡八幡村草島250番地、日本海船渠株式会社八仁寮を仮校舎として授業再開。
- 1948年（昭和23年）4月1日 - 義務教育制度実施に伴い、『富山県立盲学校』と改称、聾唖部と分離。
- 1949年（昭和24年）5月9日 - 富山市赤江町12番地（戦災した校舎跡地）に校舎新築。
- 1962年（昭和37年）
  - 10月25日 - 校舎焼失。寄宿舎の生徒は全員無事であった[4]。
  - 10月26日 - 寄宿舎を仮校舎として授業再開。
- 1963年（昭和38年）
  - 1月16日 - 焼失校舎跡に平屋建校舎528m2(160坪)を建築。
  - 10月21日 - 現在地に校舎新築のため地鎮祭を挙行。
- 1964年（昭和39年）6月1日 - 新校舎へ移転。
- 1965年（昭和40年）
  - 4月17日 - 寄宿舎第1期工事完成し、舎生の一部引越す。
  - 10月9日 - 寄宿舎第2期工事完成し、舎生全部引越す。
  - 12月20日 - 校舎第2期工事体育館完成。
- 1966年（昭和41年）
  - 10月1日 - 同窓会寄贈の校旗樹立式典挙行。
  - 11月10日 - 新校舎落成式挙行。
  - 11月28日 - 旧校舎音楽室移転改装工事完成。
- 1969年（昭和44年）
  - 3月31日 - 図書館完成 運動場整地完成。
  - 10月31日 -  体育館を増築。
- 1971年（昭和46年）2月25日 - 視知覚訓練室、コミュニケーションルーム、理科室、調理室、被服室など新築。
- 1972年（昭和47年）4月1日 - 幼稚部を新設。
- 1977年（昭和52年）3月31日 - 特別教室（美術室、音楽室）工事完成。
- 1982年（昭和57年）8月5日 - 地籍調査による改定に伴い、富山市大江干144番地と地番表示を変更する。
- 1986年（昭和61年）1月23日 - 校舎増改築（技術室・養護訓練室・触知覚訓練室・生活訓練室） 。
- 1990年（平成2年）3月30日 - 校舎増改築（図書室、寄宿舎事務室、舎監室等）。
- 1998年（平成10年）11月26日 - 体育館が改築される。
- 2001年（平成13年）
  - 2月26日 - 寄宿舎が改築される。
  - 3月28日 - 実習棟が改築される。
- 2010年（平成22年）4月1日 -『富山県立富山視覚総合支援学校』に改称する。高等部普通科で新たに病弱生徒を教育の対象とした（当時は日本で唯一であった）[5]。視覚障害教育支援センター（アイハウス）開設。
- 2016年（平成28年）2月15日 - 2013年度から進めていた校舎の耐震補強工事が完成。

## 設置学部
- 幼稚部
- 小学部
- 中学部
- 高等部

## 周辺
- 富山県道365号流杉町袋線